# South Lakeland
South Lakeland è stato un distretto della Cumbria, in Inghilterra nel Regno Unito, con sede a Kendal, nella zona del Lake District.
Il distretto fu creato con il Local Government Act 1972, il 1º aprile 1974 dalla fusione del borough di Kendal con il distretto urbano di Windermere, parte del distretto urbano di Lakes e il distretto rurale di South Westmorland del Westmorland, con i distretti urbani di Grange e Ulverston e il distretto rurale di North Lonsdale dal Lancashire e con il distretto urbano di Sedbergh dal West Riding of Yorkshire.
Nel luglio 2021 il Ministero per l'Abitazione, le Comunità ed il Governo Locale annunciò che nell'aprile 2023 la Cumbria sarebbe stata riorganizzata in due autorità unitarie. Il 1º aprile 2023 venne pertanto abolito il consiglio del distretto di South Lakeland e le sue funzioni vennero trasferite alla nuova autorità unitaria di Westmorland and Furness, che comprende anche gli ex distretti di Barrow-in-Furness e Eden.

## Parrocchie civili
- Aldingham
- Angerton
- Arnside
- Barbon
- Beetham
- Blawith and Subberthwaite
- Broughton East
- Burneside (consiglio per Strickland Ketel e Strickland Roger)
- Burton-in-Kendal
- Cartmel Fell
- Casterton
- Claife
- Colton
- Coniston
- Crook
- Crosthwaite and Lyth
- Dent
- Docker
- Duddon (consiglio per Broughton West, Angerton e Dunnerdale with Seathwaite)
- Egton with Newland, Mansriggs and Osmotherly (consiglio per Egton with Newland, Mansriggs e Osmotherly)
- Fawcett Forest
- Firbank
- Garsdale
- Grange-over-Sands (città)
- Grayrigg
- Haverthwaite
- Hawkshead
- Helsington
- Heversham
- Hincaster
- Holme
- Hutton Roof
- Kendal (città)
- Kentmere
- Killington
- Kirkby Ireleth
- Kirkby Lonsdale
- Lakes
- Lambrigg
- Levens
- Longsleddale
- Lower Allithwaite
- Lower Holker
- Lowick
- Lupton
- Mansergh
- Middleton
- Milnthorpe
- Natland
- New Hutton
- Old Hutton and Homescales
- Pennington
- Preston Patrick
- Preston Richard
- Satterthwaite
- Scalthwaitrigg
- Sedbergh
- Sedgwick
- Skelsmergh
- Skelwith
- Stainton
- Staveley-in-Cartmel
- Staveley with Ings
- Torver
- Ulverston (città)
- Underbarrow and Bradleyfield
- Upper Allithwaite
- Urswick
- Whinfell
- Whitwell and Selside
- Windermere
- Witherslack (consiglio per Witherslack e Meathop and Ulpha)